# Copa de Algarve 2011
La Copa de Algarve de 2011 fue la decimoctava edición de este torneo. Es una competición anual de fútbol femenino organizada en la región de Algarve en Portugal.
Estados Unidos obtuvo su octava Copa de Algarve, tras vencer en la final a Islandia por 4 a 2.

## Equipos participantes
| Equipo         | FIFA Rankings (noviembre de 2010) |
| -------------- | --------------------------------- |
| Estados Unidos | 1                                 |
| Suecia         | 4                                 |
| Japón          | 5                                 |
| Noruega        | 7                                 |
| China          | 13                                |
| Dinamarca      | 14                                |
| Finlandia      | 16                                |
| Islandia       | 17                                |
| Rumania        | 37                                |
| Portugal       | 39                                |
| Chile          | 46                                |
| Gales          | 47                                |

## Fase de grupos

### Grupo A
| Equipo         | Pts | PJ | PG | PE | PP | GF | GC | DG  |
| -------------- | --- | -- | -- | -- | -- | -- | -- | --- |
| Estados Unidos | 9   | 3  | 3  | 0  | 0  | 8  | 1  | +7  |
| Japón          | 6   | 3  | 2  | 0  | 1  | 7  | 2  | +5  |
| Noruega        | 3   | 3  | 1  | 0  | 2  | 2  | 4  | −2  |
| Finlandia      | 0   | 3  | 0  | 0  | 3  | 1  | 11 | −10 |

- Los horarios corresponden a la Hora del Oeste Europeo (WET): UTC±00:00

| 2 de marzo, 18:00 | Noruega                      | 2:1 | Finlandia   | Estadio Municipal, Lagos |  |
|                   | Thorsnes 29' · Herlovsen 39' |     | Kalmari 28' |                          |  |

| 2 de marzo, 15:00 | Estados Unidos             | 2:1     | Japón      | Estadio Municipal, Vila Real de Santo António |  |
|                   | Rodriguez 6' · Rapinoe 17' | Reporte | Miyama 28' |                                               |  |

| 4 de marzo, 15:00 | Japón                                                       | 5:0 | Finlandia | Estadio Municipal, Lagos |  |
|                   | Ohno 16' · Kawasumi 18' · Nagasato 47' · Yamaguchi 70', 86' |     |           |                          |  |

| 4 de marzo, 15:00 | Estados Unidos          | 2:0     | Noruega | Estadio Municipal, Vila Real de Santo António |  |
|                   | Tarpley 33' · Lloyd 63' | Reporte |         |                                               |  |

| 7 de marzo, 15:00 | Noruega | 0:1 | Japón        | Complexo Desportivo Belavista, Parchal |  |
|                   |         |     | Nagasato 58' |                                        |  |

| 7 de marzo, 15:00 | Estados Unidos                        | 4:0     | Finlandia | Estadio Municipal, Quarteira |  |
|                   | Boxx 8' · Lloyd 13' · Morgan 45', 55' | Reporte |           |                              |  |

### Grupo B
| Equipo    | Pts | PJ | PG | PE | PP | GF | GC | DG |
| --------- | --- | -- | -- | -- | -- | -- | -- | -- |
| Islandia  | 9   | 3  | 3  | 0  | 0  | 5  | 2  | +3 |
| Suecia    | 6   | 3  | 2  | 0  | 1  | 5  | 3  | +2 |
| Dinamarca | 3   | 3  | 1  | 0  | 2  | 2  | 4  | −2 |
| China     | 0   | 3  | 0  | 0  | 3  | 1  | 4  | −3 |

- Los horarios corresponden a la Hora del Oeste Europeo (WET): UTC±00:00

| 2 de marzo, 15:00 | Suecia | 1:2 | Islandia                         | Estadio Municipal, Loulé |  |
|                   | Öqvist |     | Margrét Lára · Katrín Jónsdóttir |                          |  |

| 2 de marzo, 15:00 | China | 0:1 | Dinamarca  | Desportivo da Nora Park, Ferreiras |  |
|                   |       |     | Nielsen 1' |                                    |  |

| 4 de marzo, 15:00 | Islandia              | 2:1 | China  | Estadio Municipal, Albufeira |  |
|                   | Margrét Lára 27', 50' |     | Ma 21' |                              |  |

| 4 de marzo, 15:00 | Dinamarca    | 1:3 | Suecia                         | Estadio José Arcanjo, Olhão |  |
|                   | Pedersen 10' |     | Landström 8', 60' · Öqvist 54' |                             |  |

| 7 de marzo, 15:00 | China | 0:1 | Suecia      | Estadio José Arcanjo, Olhão |  |
|                   |       |     | Schelin 62' |                             |  |

| 7 de marzo, 15:00 | Dinamarca | 0:1 | Islandia       | Estadio Municipal, Lagos |  |
|                   |           |     | Dóra María 55' |                          |  |

### Grupo C
| Equipo   | Pts | PJ | PG | PE | PP | GF | GC | DG |
| -------- | --- | -- | -- | -- | -- | -- | -- | -- |
| Gales    | 6   | 3  | 2  | 0  | 1  | 5  | 5  | 0  |
| Portugal | 5   | 3  | 1  | 2  | 0  | 4  | 2  | +2 |
| Rumania  | 4   | 3  | 1  | 1  | 1  | 4  | 3  | +1 |
| Chile    | 1   | 3  | 0  | 1  | 2  | 1  | 4  | −3 |

- Los horarios corresponden a la Hora del Oeste Europeo (WET): UTC±00:00

| 2 de marzo, 18:00 | Portugal                       | 3:1 | Gales     | Estadio Municipal, Vila Real de Santo António |  |
|                   | Couto 11', 61' · Fernandes 18' |     | Dykes 42' |                                               |  |

| 2 de marzo, 15:00 | Rumania       | 2:0 | Chile | Estadio Municipal, Lagos |  |
|                   | Dusa 34', 55' |     |       |                          |  |

| 4 de marzo, 18:00 | Portugal | 0:0 | Chile | Estadio Municipal, Vila Real de Santo António |  |

| 4 de marzo, 18:00 | Gales                     | 2:1 | Rumania  | Estadio Municipal, Lagos |  |
|                   | Fishlock 60' · Lander 72' |     | Dusa 40' |                          |  |

| 7 de marzo, 18:00 | Chile  | 1:2 | Gales             | Estádio Algarve, Faro |  |
|                   | Zamora |     | Fishlock 24', 60' |                       |  |

| 7 de marzo, 18:00 | Portugal      | 1:1 | Rumania    | Complexo Desportivo Belavista, Parchal |  |
|                   | Fernandes 41' |     | Vătafu 85' |                                        |  |

## Fase final
- Los horarios corresponden a la Hora del Oeste Europeo (WET): UTC±00:00

### 11.º puesto
| 9 de marzo, 10:30 | Rumania   | 1:1 (5:6 p.) | Chile          | Complexo Desportivo Belavista, Parchal |  |
|                   | Lunca 87' |              | Rocío Soto 68' |                                        |  |

### 9.º puesto
| 9 de marzo, 11:00 | Finlandia  | 1:2 | Portugal                  | Estadio Municipal, Loulé |  |
|                   | Sainio 74' |     | Fernandes 29' · Couto 77' |                          |  |

### 7.º puesto
| 9 de marzo, 11:00 | China                     | 2:1 | Gales       | Estadio Municipal, Albufeira |  |
|                   | You Jia 3' · Gu Yasha 54' |     | Harries 57' |                              |  |

### 5.º puesto
| 9 de marzo, 11:00 | Noruega | 0:0 (5:4 p.) | Dinamarca | Desportivo da Nora Park, Ferreiras |  |

### 3.º puesto
| 9 de marzo, 13:30 | Suecia      | 1:2 | Japón                        | Complexo Desportivo Belavista, Parchal |  |
|                   | Sjögran 14' |     | Kamionobe 22' · Kawasumi 32' |                                        |  |

### Final
| 9 de marzo, 17:00 | Islandia                       | 2:4     | Estados Unidos                                       | Estádio Algarve, Faro |  |
|                   | Ómarsdóttir 26' · Hallbera 28' | Reporte | Lloyd 10' · Cheney 45+1' · O'Reilly 55' · Morgan 87' |                       |  |

| Campeón                   |
| Estados Unidos 8.º título |

## Goleadoras
| Jugadora             | Goles |
| -------------------- | ----- |
| Alex Morgan          | 3     |
| Carli Lloyd          | 3     |
| Carla Couto          | 3     |
| Edite Fernandes      | 3     |
| Jessica Fishlock     | 3     |
| Margrét Vidarsdóttir | 3     |